# 10,5 cm LG 40
105-мм безвідкатна гармата LG 40 (нім. 10.5 cm Leichtgeschütz 40) — німецька безвідкатна гармата періоду Другої світової війни. 105-мм безвідкатна гармата LG.40 було розроблено фірмою «Крупп» на основі 75-мм безвідкатної гармати LG 40 та прийнята на озброєння Вермахту в 1942 році, в переважної більшості для парашутних артилерійських підрозділів Люфтваффе. Гармата призначалася для знищення вогневих точок і живої сили противника, а також для боротьби з бронетехнікою супротивника. Стрільба велася стандартними боєприпасами. У десантному варіанті їх можна було скидати з парашутами, попередньо розібравши на чотири частини.